# ناصر البديوي
ناصر البديوي (مواليد 17 أكتوبر 1992) هو لاعب كرة قدم سعودي .
لعب سابقاً مع شباب نادي النجمة و لعب بعدها مع نادي الخلود .

## وصلات خارجية
- ناصر البديوي